# Charles Jean Harel
Pour les articles homonymes, voir Harel.
Charles Jean Harel, né le 3 novembre 1789 à Rouen et mort le 16 août 1846 à Paris, est un dramaturge, journaliste et directeur de théâtre français.

## Biographie
Auditeur au Conseil d’État dès l’âge de vingt ans, puis secrétaire de Cambacérès, il devint successivement membre de l’administration du contentieux, inspecteur général des Ponts et Chaussées, puis secrétaire général du conseil des substances.
Nommé sous-préfet avec les pouvoirs de préfet à Soissons en 1814, il se montra dans ses fonctions, pendant toute la durée du siège de cette ville contre les armées alliées, plein d’énergie et de dévouement et fut, au commencement des Cent-Jours, appelé, en récompense de ses services, à la préfecture du département des Landes, qu’il administra jusqu’au retour des Bourbons, époque à laquelle il se vit condamné à quitter pour plusieurs années le sol de la patrie.
Homme de beaucoup d’esprit et dont l’imagination était féconde en ressources, Harel songea, en digne neveu du dramaturge Luce de Lancival, à faire usage de sa plume, à son retour en France en 1820. Bientôt lancé dans la polémique d’actualité, il fonda un journal intitulé Le Miroir. Il devint l’un des collaborateurs de la Minerve Française et dirigea Le Nain jaune.
À la Restauration, il obtint de Charles X le privilège du Théâtre de l'Odéon en 1829. Il le conserva jusqu’en 1831. Il se consacra ensuite à la direction du théâtre de la Porte-Saint-Martin du 1er avril 1832 au 19 octobre 1840. En 1837, il fait représenter à ce théâtre La Guerre des Servantes, drame en cinq actes et en prose, écrit en collaboration avec Théaulon et Alboize de Pujol où Mademoiselle George remplissait le principal rôle. Il composa seul deux autres pièces ayant pour titres Le Succès, comédie en deux actes et en prose, représentée à l’Odéon, le 23 mai 1843, Les Grands et les petits, comédie en cinq actes et en prose, représentée au Théâtre-Français en 1843.
C’est à la Porte-Saint-Martin qu’Harel a monté les drames romantiques les plus retentissants : La Tour de Nesle, Lucrèce Borgia, Marie Tudor, Richard Darlington. C’est sous sa direction que Mlle George et Frédérick Lemaître connurent leurs plus beaux succès.
Harel avait connu Mademoiselle George à Bruxelles, alors qu’il y était réfugié comme proscrit, après Waterloo. Lorsque Mlle George y vint donner des représentations, il devint bientôt son amant et cette liaison dura jusqu’à sa mort. Causeur d’un esprit étincelant, il avait, comme directeur, des habiletés invraisemblables pour préparer le succès d’une pièce, pour emprunter de l’argent, pour faire patienter ses créanciers.
Il était également d’une saleté proverbiale. Dumas raconte dans ses Mémoires qu’il avait fini par installer dans son appartement à lui, dans la maison qu’habitait George, un cochon qu’il avait nommé Piaf-Piaf. Il avait pour ce cochon une tendresse incroyable et l’embrassait du matin au soir. Quand George et son entourage, Janin, Dumas et autres, décidèrent la mort de Piaf-Piaf, ils le firent égorger pendant une absence d’Harel. Celui-ci se montra d’abord inconsolable et se répandit en lamentations. Mais son appétit, qui était de premier ordre, finit par l’emporter et il mangea sans remords une partie des côtelettes et des boudins qu’on avait préparés avec les débris funèbres de Piaf-Piaf.
Un jour qu’il était, avec Frédérick Lemaitre, dans son cabinet directorial à la Porte-Saint-Martin, il reçut la visite du marquis de Custine, qui voulait faire représenter un drame. Harel obtient des sommes relativement élevées pour les décors, les costumes, se faisant faire des avances pour payer son personnel et ses créanciers. Voulant être joué à tout prix, le marquis de Custine consentit à tout. Enfin Harel ne trouva plus rien à demander, et le marquis ouvrait la porte pour se retirer lorsque Harel se précipite, et veut le remercier. Frédérick lui saisit alors le bras et le retint en lui disant avec cette voix et ce geste qui n’appartenaient qu’à lui : « Malheureux ! vous le laissez partir ! Et il a encore sa montre ! »
Les autres ouvrages de Harel sont La Féodalité comparée à la liberté, in-8°, Petit Almanach législatif, ou la Vérité en riant sur nos députés, Paris, 1820, in-12, avec Cauchois-Lemaire et Saint-Ange, Pièces officielles et inédites sur les affaires de Naples, Paris, 1820, in-8°, Dictionnaire théâtral ; ou, Douze cent trente-trois vérités sur les directeurs, régisseurs, acteurs, actrices et employés des divers théâtres ; confidences sur les procédés de l’illusion ; examen du vocabulaire dramatique coup d’œil sur le matériel et le moral des spectacles, Paris, 1824, in-12, Discours sur Voltaire qui lui valut un prix décerné par l’Académie française en 1844.
Harel mourut des suites d’une maladie de langueur. Ses obsèques eurent lieu le 18 août à Saint-Roch. Il repose au Père-Lachaise dans le caveau de Mademoiselle George, 9e division, chemin du Père Eternel. Il a laissé un fils, Louis-Marie, dit Tom Harel, né à Bordeaux, qui, après avoir été directeur de théâtre, puis attaché au chemin de fer du Nord, est mort à Paris, 32, rue Saint-Paul, le 17 avril 1902, à quatre-vingt-trois ans. On trouve de nombreuses anecdotes sur Harel dans les dix volumes des Mémoires d’Alexandre Dumas. Il avait écrit autrefois un éloge de Voltaire.

## Publications
- Dictionnaire théâtral ; ou, Douze cent trente-trois vérités sur les directeurs, régisseurs, acteurs, actrices et employés des divers théâtres ; confidences sur les procédés de l’illusion ; examen du vocabulaire dramatique coup d’œil sur le matériel et le moral des spectacles, Paris, J.-N. Barba, 1824.
- Pièces officielles et inédites sur les affaires de Naples, précédées de réflexions, Paris, P. Mongie aîné, 1820.
- Les Grands et les Petits : comédie en cinq actes et en prose, Paris, C. Marchant, 1843.
- Discours sur Voltaire, qui a remporté le prix d’éloquence décerné par l’Académie française, 29 août 1844, Paris, F. Didot frères, 1844.
- La Féodalité comparée à la liberté, Paris, L’Huillier, 1818.
- Le Succès, comédie en 2 actes, en prose, Paris, Marchant, 1843.